# Gilbert Le Goff
Pour les articles homonymes, voir Le Goff.
Gilbert Le Goff, né le 13 mars 1958 à Lanmeur, est un footballeur français ayant principalement évolué pendant sa carrière à l'En Avant de Guingamp et au Stade rennais.

## Carrière
Originaire du Finistère, Gilbert Le Goff fait ses débuts au haut niveau avec l'équipe costarmoricaine de l'En Avant de Guingamp. Âgé de dix-neuf ans seulement, il est titulaire en deuxième division, niveau atteint à la fin de la saison précédente par l'EAG. Défenseur, il devient un pilier inamovible de l'équipe guingampaise, disputant une trentaine de matchs tous les ans pendant sept saisons d'affilée, et participant de fait à la stabilisation de Guingamp à cet échelon. En 1980, Guingamp accroche même la troisième place du championnat, pour ce qui est alors la meilleure performance de son histoire.
En 1984, Le Goff est recruté par le Stade rennais, tout juste relégué de Division 1, et qui fait figure de prétendant à la remontée immédiate. Le Goff s'installe rapidement comme titulaire sur le côté droit de la défense, et y supplante Bernard Samson. À l'issue de cette première saison, le Stade rennais obtient son ticket pour la D1 à l'issue d'un long parcours en barrages. Dans l'élite, Le Goff conserve le plus souvent sa place de titulaire, mais doit cependant alterner à son poste avec Dominique Marais, ce qui ne l'empêche pas de participer au match aller de la demi-finale de Coupe de France que dispute le Stade rennais cette année-là face à Marseille. 
L'année suivante, en 1987, le Stade rennais est relégué, et la plupart des joueurs quittent l'effectif. Gilbert Le Goff reste pour sa part au club, au sein d'un effectif que prend en main Raymond Keruzoré. Au cours de la saison suivante, il perd peu à peu sa place de titulaire côté droit au profit d'Alain Doaré. En 1988, Le Goff quitte le monde professionnel et rejoint le Stade Léonard Kreisker, à Saint-Pol-de-Léon, il y joue de 1988 à 1991. Il rejoint les Dernières Cartouches de Carhaix en 1991, devenant entraineur joueur durant une saison, avant de tenir le même rôle avec les Gars de Morlaix en 1992, puis l'Étoile Sportive de Saint-Thégonnec en 1997. Avec ce même club, il met un terme à sa carrière d'entraîneur en 2001.

## Parcours en club
| Saison      | Club          | Pays   | Championnat | Championnat | Championnat | Championnat  | Championnat  | Coupe d'Europe | Coupe d'Europe | Coupe d'Europe |
| Saison      | Club          | Pays   | Division    | Matchs      | Buts        | Cartons      | Cartons      | Type           | Matchs         | Buts           |
| ----------- | ------------- | ------ | ----------- | ----------- | ----------- | ------------ | ------------ | -------------- | -------------- | -------------- |
| Saison      | Club          | Pays   | Division    | Matchs      | Buts        | Carton jaune | Carton rouge | Type           | Matchs         | Buts           |
| 1977 - 1978 | EA Guingamp   | France | Division 2  | 32          | 3           | ?            | ?            | -              | -              | -              |
| 1978 - 1979 | EA Guingamp   | France | Division 2  | 34          | 4           | ?            | ?            | -              | -              | -              |
| 1979 - 1980 | EA Guingamp   | France | Division 2  | 34          | 5           | ?            | ?            | -              | -              | -              |
| 1980 - 1981 | EA Guingamp   | France | Division 2  | 33          | 2           | ?            | ?            | -              | -              | -              |
| 1981 - 1982 | EA Guingamp   | France | Division 2  | 31          | 3           | ?            | ?            | -              | -              | -              |
| 1982 - 1983 | EA Guingamp   | France | Division 2  | 34          | 5           | ?            | ?            | -              | -              | -              |
| 1983 - 1984 | EA Guingamp   | France | Division 2  | 34          | 0           | ?            | ?            | -              | -              | -              |
| 1984 - 1985 | Stade rennais | France | Division 2  | 32          | 0           | ?            | ?            | -              | -              | -              |
| 1985 - 1986 | Stade rennais | France | Division 1  | 31          | 1           | ?            | ?            | -              | -              | -              |
| 1986 - 1987 | Stade rennais | France | Division 1  | 32          | 0           | ?            | ?            | -              | -              | -              |
| 1987 - 1988 | Stade rennais | France | Division 2  | 26          | 2           | ?            | ?            | -              | -              | -              |